# Vikmanshyttan
Vikmanshyttan è un'area urbana della Svezia situata nel comune di Hedemora, contea di Dalarna.
La popolazione rilevata nel censimento 2010 era di 843 abitanti .